# Tunnel des deux Valires
Le tunnel des deux Valires (Túnel de les Dos Valires en catalan) est un ouvrage d’art d’Andorre inauguré en 2012 reliant les paroisses d'Encamp et de La Massana. Le tunnel est composé de deux tubes de 2,922 km,.

## Histoire
Les travaux ont été initiés en 2005 puis stoppés en 2009 après l’effondrement d’un des ponts d’accès qui a causé la mort de 5 ouvriers portugais.
Il a été ouvert à la circulation en 2012.

## Caractéristiques techniques
- Excavation : 65 000 m3
- Remblais : 37 000 m3
- Coffrage : 21 000 m2
- Béton : 18 000 m3
- Acier d’armature : 3 000 t
- Haubans d’aciers spéciaux : 645 t
- Surface : 9 500 m2

## Circulation des cyclistes dans l'ouvrage
(septembre 2024).
Si vous disposez d'ouvrages ou d'articles de référence ou si vous connaissez des sites web de qualité traitant du thème abordé ici, merci de compléter l'article en donnant les références utiles à sa vérifiabilité et en les liant à la section « Notes et références ».
Mobilitat[Quoi ?]autorise le passage des vélos dans les deux sens du tunnel des deux Valires à partir de 2022. L'exécutif rappelle que les cyclistes devront porter des feux de position blanc à l'avant et rouge à l'arière, ainsi que des éléments réfléchissants. Afin de renforcer la sécurité des cyclistes, Mobilitat peint en vert les 200 premiers mètres de la piste cyclable réservée aux vélos au sein de l'infrastructure. De plus, la signalisation extérieure sera renforcée pour rappeler aux véhicules leur circulation.